# Haley Gorecki
Haley Marie Gorecki (Hoffman Estates, 13 novembre 1996) è una cestista statunitense, professionista nella WNBA.

## Carriera
È stata selezionata dalle Seattle Storm al terzo giro del Draft WNBA 2020 (31ª scelta assoluta).